# لي هاردكاسل
لي هاردكاسل (بالإنجليزية: Lee Hardcastle)‏ هو رسام رسوم متحركة وكاتب سيناريو ومخرج بريطاني، ولد في 21 يناير 1985 في ليدز في المملكة المتحدة.

## وصلات خارجية
- الموقع الرسمي
- لي هاردكاسل على موقع IMDb (الإنجليزية)
- لي هاردكاسل على موقع ألو سيني (الفرنسية)
- لي هاردكاسل على موقع ميوزك برينز (الإنجليزية)
- لي هاردكاسل على موقع أول موفي (الإنجليزية)
- لي هاردكاسل على موقع قاعدة بيانات الأفلام السويدية (السويدية)
- لي هاردكاسل على موقع قاعدة بيانات الفيلم (الإنجليزية)
- لي هاردكاسل على موقع كينوبويسك (الروسية)